# LG G5
LG G5 è uno smartphone di LG Electronics annunciato al Mobile World Congress 2016 e venduto da aprile 2016.
Il dispositivo si caratterizza per essere il primo smartphone modulare venduto in grande scala al mondo (il primo in assoluto è il Fairphone 2), con la possibilità di aggiungere al telefono accessori per svariate funzionalità (vedi paragrafo dedicato). Così come è stato il primo a incorporare una fotocamera aggiuntiva grandangolare.
LG G5 è stato affiancato sul mercato sudamericano e cinese, e successivamente anche europeo, dalla versione LG G5 SE col processore meno performante Snapdragon 652 octa-core, 3 GB di RAM LPDDR3, (modifiche grazie alle quali la durata della batteria viene estesa e il dispositivo si surriscalda meno) e non compatibile con l'accessorio LG 360 VR, pur supportando i giochi in realtà virtuale.
Le restanti caratteristiche hardware e software rimangono invariate.

## Caratteristiche tecniche

### Hardware
Lo smartphone è dotato di processore Qualcomm Snapdragon 820 quad-core, con GPU Adreno 530 e connettività GSM, CDMA, HSPA, LTE, Wi-Fi 802.11 a/b/g/n/ac. dual-band, Bluetooth 4.2 LE, GPS con A-GPS, GLONASS e BDS, NFC, porta ad infrarossi, ricevitore radio FM con Radio Data System, USB 3.0 OTG.
Ha 4 GB di RAM DDR4 e 32 GB di memoria interna, espandibili con microSD fino a 256 GB. Nella versione con dual SIM lo slot utilizzabile per la microSD è lo stesso slot della seconda SIM.
Lo schermo è un 5.3" Quad-HD IPS LCD, abbiamo una doppia fotocamera posteriore, con un sensore classico da 16 megapixel, apertura massima di f/1.8 e angolo di campo di 78° ed un sensore grandangolare da 8 megapixel, apertura massima di f/2.4 e angolo di campo di 135° e video registrabili al massimo in Ultra-HD 2160p a 30 fps. La fotocamera anteriore è invece una 8 megapixel con apertura massima di f/2.0.
Il dispositivo ha un sensore di impronte digitali posizionato posteriormente.
Ha inoltre batteria rimovibile semplicemente con un meccanismo a scatto.

### Software
Dal punto di vista software, LG G5 è venduto con Android 6.0.1 Marshmallow e l'interfaccia utente LG Optimus UX 5.0 comprendente la funzione always-on (restano visibili ora, data e notifiche quando il dispositivo è in standby). Non supporta la funzione "Adoptable Storage" di Android 6.0 Marshmellow.
A novembre 2016, LG ha iniziato a distribuire l'aggiornamento ad Android 7.0 Nougat per il G5.
Da dicembre 2018 il dispositivo è aggiornabile ad Android 8.0 Oreo

## Accessori
LG ha presentato accanto al G5 una linea di accessori denominata "Friends", comprendente il dispositivo per realtà virtuale LG 360 VR e la fotocamera per realtà virtuale LG 360 Cam che si controllano con un'app (LG Friends Manager) che li riconosce e sincronizza in automatico col G5. Gli accessori LG Cam Plus (che aggiunge una presa sul retro con controlli fisici per la fotocamera e contenente una batteria da 1200 mAH aggiuntiva) ed LG Hifi Plus (amplificatore in collaborazione con Bang & Olufsen), invece, usano lo slot d'espansione di memoria.
LG ha dichiarato che permetterebbe il co-sviluppo di accessori di terze parti per il G5.
Lo scarso successo ottenuto dal telefono, pur avendo caratteristiche pari e in alcuni casi superiori ai concorrenti, unito al mancato supporto dei moduli da parte di LG stessa, hanno decretato il flop del terminale e l'abbandono da parte della casa coreana della tecnologia dei moduli, che già dal successivo G6 non userà più questa feature.